# Perebea guianensis
Perebea guianensis es una especie de planta de la familia Moraceae, que se encuentra desde Panamá hasta Brasil. Es conocida como varasanta, palodiablo, paparua, bataca o chimicua.

## Descripción
Es un árbol que alcanza unos 10 m de altura. El tronco presenta un exudado sepia. Las hojas son simples, alternas, de 20 a 50 cm de largo por 7 a 18 cm de ancho, oblongas a lanceoladas, ensanchadas hacia la base, ligeramente asimétricas, ápice acuminado a agudo, base obtusa a cordada, margen ondulado; haz pubescente; con 16 a 22 pares de venas secundarias; indumento amarillo; pecíolo de 0,5 a 1.5 cm de longitud; estípulas de 2 a 4 cm de largo, amarillas. Inflorescencias masculinas de 6 a 30 mm de diámetro, con pedúnculo de 4 a 30 mm y numerosas flores; inflorescencias femeninas solitarias, en forma de disco o cúpula, de 8 a 30 mm de diámetro, amarillas. Frutos hemiglobosos con un exocarpo rojo y pulpa comestible.

## Hábitat
Se encuentra en bosques primarios y secundarios no inundables, de tierra firme, sobre suelos arcillosos.